# Eupteryx omani
Eupteryx omani är en insektsart som beskrevs av Erhard Christian 1956. Eupteryx omani ingår i släktet Eupteryx och familjen dvärgstritar. Inga underarter finns listade i Catalogue of Life.